# Ilex glabra
Ilex glabra, auch Kahle Winterbeere sowie Tintenbeere genannt, ist eine Pflanzenart aus der Gattung Stechpalmen (Ilex) innerhalb der Familie der Stechpalmengewächse (Aquifoliaceae). Sie ist in den Küstenebenen des östlichen Nordamerika von Nova Scotia bis nach Florida und westwärts bis nach Louisiana verbreitet und wird dort englisch Appalachian tea, dye-leaves, evergreen winterberry, gallberry, inkberry genannt.

## Beschreibung

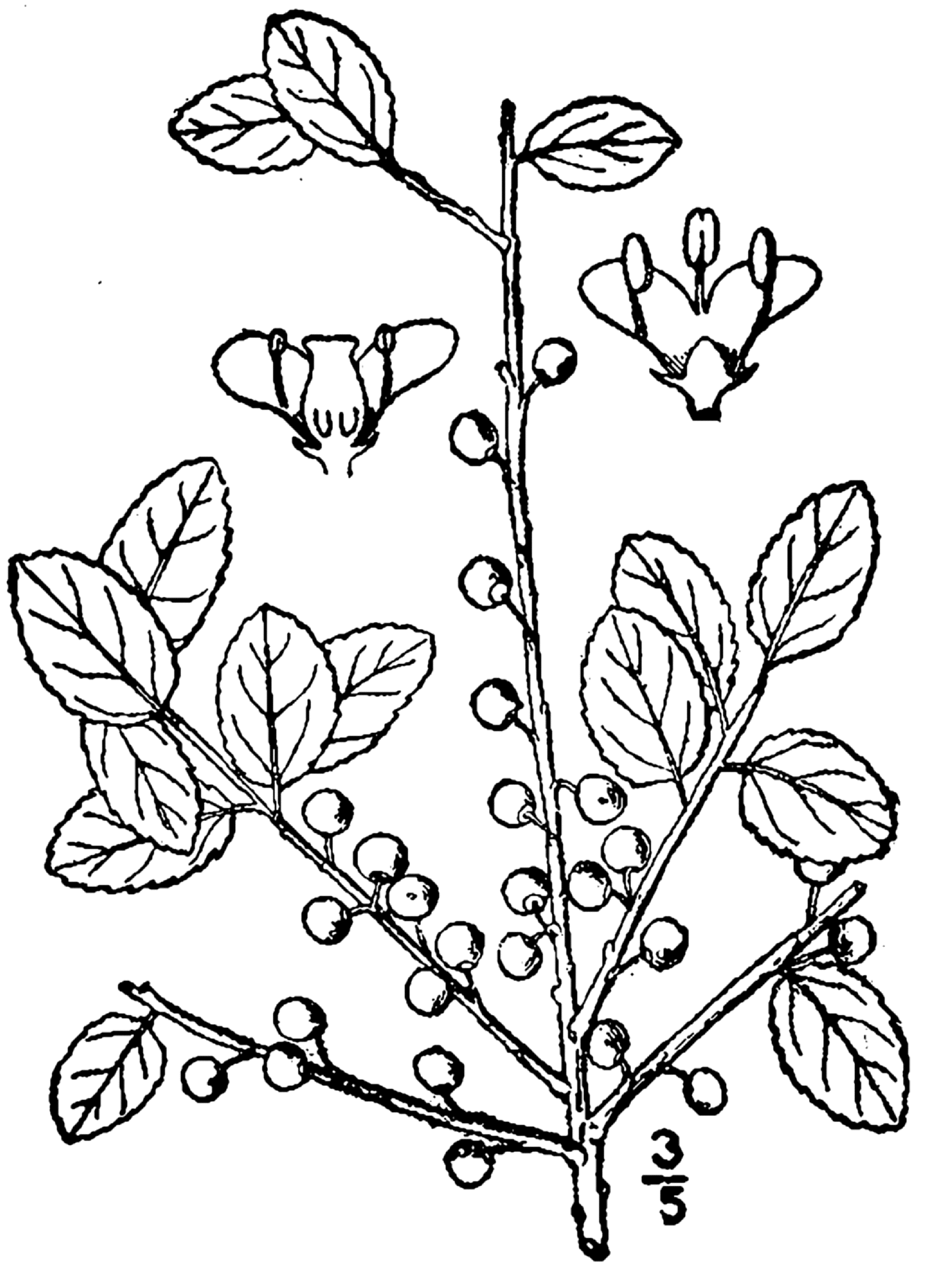
Illustration

### Vegetative Merkmale
Ilex glabra wächst als immergrüner Strauch und erreicht Wuchshöhen von 1,5 bis 2,5 Meter. Vegetativ breitet sie sich durch Wurzelausläufer aus und bildet so Kolonien.
Die wechselständig an den Zweigen angeordneten Laubblätter sind in Blattstiel und Blattspreite gegliedert. Die unbedornte, flache, glänzende und dunkelgrüne Blattspreite ist bei einer Länge bis zu 1,5 in (38,1 mm) eiförmig bis elliptisch. Die Blattränder sind glatte mit mehreren markanten Zähnen nahe dem oberen Ende. Im Winter bleiben die Blätter normalerweise attraktiv dunkelgrün, solange die Temperatur nicht unter −17 °C fällt.

### Generative Merkmale
Die Blüten sind grünlich weiß. Die männlichen Blüten stehen in trugdoldigen Blütenständen zusammen. Die weiblichen Blüten stehen in trugdoldigen Blütenständen oder einzeln. Sie erscheinen im Frühjahr, sind aber relativ unauffällig.
Die bei Durchmessern von 0,375 in (9,5 mm) erbsengroßen, bei Reife tiefschwarzen, beerenähnlichen Steinfrüchte reifen im Frühherbst und bleiben den Winter über bis ins zeitige Frühjahr an der Pflanze, sofern sie nicht von Vögeln gefressen werden.

## Etymologie
Der botanische Gattungsname Ilex bedeutet eigentlich Eiche und bezieht sich auf die Ähnlichkeit der Laubblätter mit der im Mittelmeerraum vorkommenden Eichen-Art Quercus ilex (englisch holly oak). Das Artepitheton glabra bezieht sich auf die glatte Oberfläche der Laubblätter.

## Vorkommen
Ilex glabra wird oft im mittleren und südlichen Bereich der US-amerikanischen Ostküste gefunden. Ilex glabra wächst am häufigsten in sandigen Wäldern und an der Peripherie von Mooren und Brüchen.

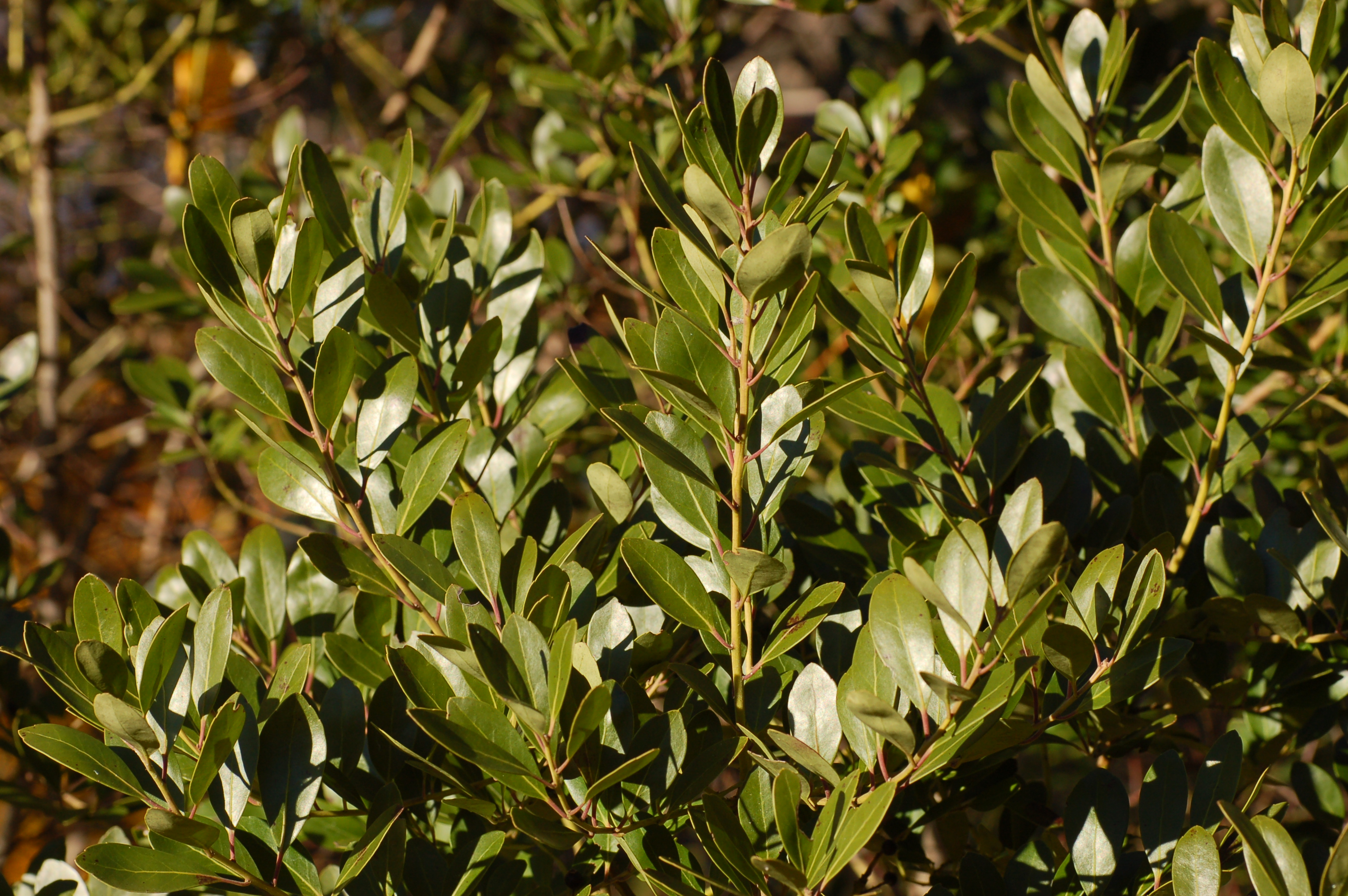
Laubblätter der Sorte ‚Compacta‘

## Nutzung
Normalerweise wird Ilex glabra als immergrüner Strauch in den USDA - Zonen 6 bis 10 kultiviert.
Die Cultivare (beispielsweise ‚Shamrock‘) haben üblicherweise eine geeignetere Wuchsform (kompakter, weniger offen, weniger gakelig und ausbreitend) als die Wildformen.

### Honig
Der aus Ilex glabra gewonnenen Honig (englisch Gallberry honey) ist hoch geschätzt. Er wird lokal in verschiedenen Gebieten der südöstlichen USA produziert, wo die Imker ihre Bienen zeitgleich mit der Blüte der Pflanzen von Ende April bis Anfang Juni fliegen lassen.

### Getränk
Die getrockneten und gerösteten Blätter von Ilex glabra wurden erstmals von den Ureinwohnern zur Bereitung eines Schwarztee-ähnlichen Getränks genutzt. Daher rührt der englischsprachige Trivialname „Appalachian tea“ für Ilex glabra.